# Ebensfeld
Ebensfeld település Németországban, azon belül Bajorországban. Lakosainak száma 5613 fő (2023. december 31.). Ebensfeld Bad Staffelstein, Zapfendorf és Rattelsdorf községekkel határos.

## Népesség
A település népessége az elmúlt években az alábbi módon változott:
| Lakosok száma | 824  | 1915 | 3199 | 5281 | 5584 | 5563 | 5578 | 5546 | 5559 | 5613 |
|               | 1875 | 1950 | 1975 | 1987 | 2012 | 2014 | 2016 | 2017 | 2021 | 2023 |